# Musée Revoltella
Le musée Revoltella (en italien : Museo Revoltella) est une galerie d'art moderne située sur la Piazza Venezia de Trieste. Le musée fut fondé en 1872 par le baron Pasquale Revoltella (1795-1869), l’une des figures les plus représentatives de la société de Trieste du XIXe siècle, qui légua à la ville, en plus de beaucoup d’autres biens, sa maison et toutes les œuvres d’art, les meubles et les livres qu’elle contenait. 
Le musée se compose de trois bâtiments, d'une surface totale d'exposition de 4 000 m2. En plus des collections léguées par le baron Revoltella, la ville a également acquis d’autres œuvres au fil des ans. Environ 350 peintures et sculptures sont exposées en permanence.  
L'entrée principale est située Via Diaz. 

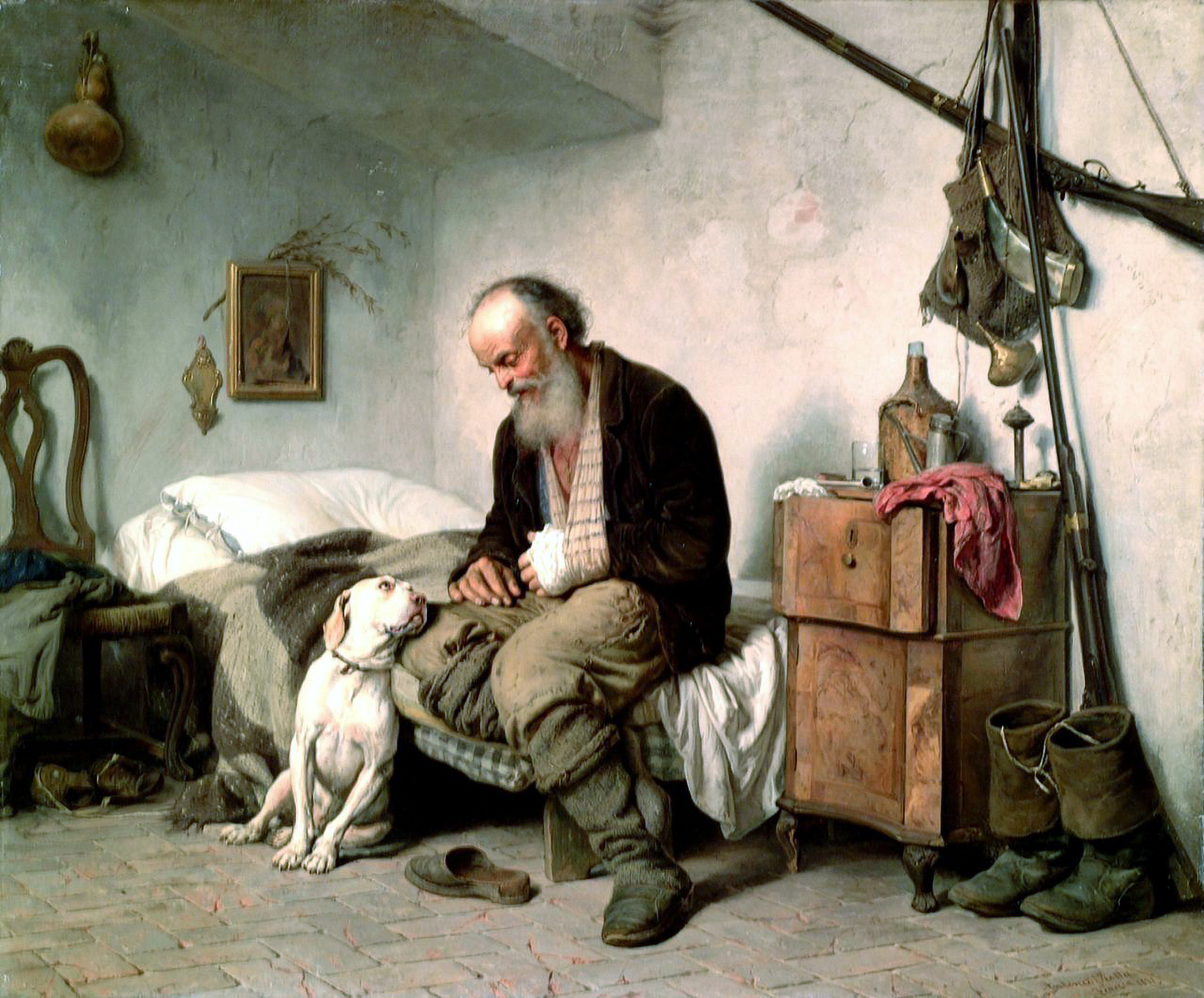
Antonio Rotta, Un uomo e il suo cane.

## Histoire
En 1852, Revoltella confie à l’architecte berlinois Friedrich Hitzig, élève du célèbre Karl Friedrich Schinkel, la conception du palais qu’il a l’intention de construire sur la place Giuseppina, près de la mer. La façon dont Hitzig est entré en contact avec Pasquale Revoltella, à qui, en janvier 1953, il présente un projet qui constitue une solution architecturale résolument nouvelle pour la ville, n’a pas encore été clarifiée, avec une empreinte stylistique néo-Renaissance qui lui vient vraisemblablement de modèles français. Le bâtiment principal est construit en 1858. 
En 1872, trois ans après la mort du baron, le palais, selon ses dispositions testamentaires, devient le Museo Revoltella. Il est administré par un curateur qui gère la rente comprise dans l’héritage et augmente chaque année la collection d’art, doublant le nombre de pièces en moins de trente ans. 
En 1907, il devient nécessaire d’agrandir le musée devenu trop étroit pour la taille de son patrimoine artistique. Le palais Brunner attenant est acheté par la municipalité, mais ce n’est qu’après la Première Guerre mondiale qu’il commence à être partiellement utilisé comme espace d’exposition.  
Le projet de rénovation complète du bâtiment est confié en 1963 à Carlo Scarpa, qui propose une nouvelle distribution des espaces intérieurs avec la création de grandes salles et d'une terrasse articulée sur le toit. Les travaux commencent en 1968, mais, peu après, ils subissent une première interruption et le concepteur lui-même renonce à la charge de les diriger. 
Deux autres phases suivent, séparées par une longue pause, au cours de laquelle se succédent deux architectes, Franco Vattolo et Giampaolo Bartoli ; ce dernier achève l’ouvrage en 1991. Dans le palais Brunner se trouve une grande partie de la pinacothèque Revoltella, tandis que le palais Revoltella, à la suite de quelques interventions de restauration des meubles, retrouve son identité de demeure historique et abrite principalement des œuvres de la collection du fondateur.

## Architecture

### Extérieur
La façade, divisée en trois bandes horizontales par des cadres de marquage élaborés, qui mettent en évidence le traitement différent des surfaces et le passage du style austère du rez-de-chaussée à un dessin plus raffiné aux étages supérieurs, présente un appareil décoratif qui s’épaissit peu à peu vers le haut. L’élément le plus important est constitué par le triforium de la loggia centrale où se détachent les deux colonnes et le cadre supérieur, qui renferme une zone décorée de médaillons en relief. La partie haute de l’édifice est terminée par une haute bande festonnée, deux corniches en saillie et une balustrade qui reprend le motif des colonnes du balcon en-dessous. La balustrade, qui continue le long des côtés du bâtiment, est interrompue par des piliers sur lesquels sont placées six statues allégoriques signées par le vénitien Francesco Bosa.
Par rapport à l’architecture triestine de l’époque, le projet de Hitzig représente la continuité par ses références stylistiques qui reprennent le style classique, et la rupture parce qu’il dépasse les schémas de composition de l'architecture néo-classique.

### Intérieur
L'entrée principale du musée est au 27, via Diaz, qui correspond à la porte d’accès à l’ancienne cour du palais Revoltella.
L’atrium, qui porte visiblement l’empreinte de la transformation radicale réalisée par Scarpa, est un espace en pleine hauteur sur lequel donnent, à travers des balcons, des fenêtres et des vitraux, les quatre premiers étages de la galerie d’art moderne. Le seul élément décoratif est constitué d’une fontaine rectangulaire, d’où se déploie un court escalier en colimaçon qui rappelle l’escalier hélicoïdal du palais voisin du XIXe siècle.

## Collections
Le palais Brunner accueille des œuvres d'auteurs italiens de la seconde moitié du XIXe siècle (troisième étage), des œuvres acquises au début du XXe siècle (quatrième étage), des œuvres d'artistes de la région Frioul-Vénétie Julienne (cinquième étage) et national (sixième étage) de la seconde moitié du XXe siècle.

### Rez-de-chaussée
Sur l’un des plus grands murs de l’atrium, figure une inscription aux proportions gigantesques de Paul Valéry tirée de Eupalinos ou l'Architecte (1923), une œuvre réalisée en 1990 par l'artiste allemand Gerhard Merz à l’occasion de l’exposition néoclassique.
La première salle d’exposition contient des informations sur l’origine du musée et la formation de la collection avec quelques vues de Trieste remontant aux années 1850-1860, c’est-à-dire à la période de l'ascension de Pasquale Revoltella et de la construction du palais (lithographies et aquarelles d’Alberto Rieger). Y sont présentés le portrait en plâtre de Pasquale Revoltella de Pietro Magni, l’autoportrait d’Augusto Tominz, premier conservateur du musée Revoltella, les sept peintures a tempera d’Alberto Rieger dédiées à Pasquale Revoltella avec la représentation de lieux et de bâtiments directement liés au baron : Palazzo Revoltella, Établissement technique triestin, chantier de San Rocco, église San Pasquale Baylon, etc..
L’escalier hélicoïdal qui relie les trois étages est ennobli par la présence des deux groupes de marbre signés par le Milanais Pietro Magni, la Fontaine de la Ninfa Aurisina (1858) et le Percement de l’isthme de Suez (1863). La Fontaine de la Ninfa Aurisina située au pied de l’escalier, est une représentation allégorique de la construction du deuxième aqueduc de Trieste, une entreprise technologiquement très avancée réalisée vers le milieu du siècle : la figure féminine assise sur la rive de la mer incarne la ville de Trieste qui reçoit l’eau des mains d’une nymphe à peine sortie de la lumière des grottes karstiques d’Aurisina, tandis que deux chérubins, représentant les ouvriers et les marins, se désaltèrent à ses pieds. La scène se déroule dans le creux d’une coquille qui fait allusion à la mer.
Les salles du rez-de-chaussée sont consacrées au début du XIXe siècle, avec des œuvres ayant appartenu à la collection du fondateur, ainsi que des peintures et des sculptures acquises au fil du temps par le musée. Dans les deux premières salles ont été placées quelques pièces de sculpture d’époque néo-classique (une esquisse d’Antonio Canova, Napoléon en Mars pacificateur, le buste de Napoléon de Jean-Antoine Houdon et le Portrait de Felice Baciocchi de Lorenzo Bartolini), ainsi que des paysages et des croquis scénographiques de Giuseppe Bernardino Bison et des paysages fantastiques de Lorenzo Scarabellotto.
La salle centrale était à l’origine occupée par un billard, aujourd’hui perdu. Aux murs, sont conservés des tableaux historiques commandés par Revoltella à des artistes de Trieste (Cesare Dell'Acqua, Augusto Tominz, Francesco Beda), dont les deux peintures de Cesare Dell’Acqua qui représentent les épisodes les plus importants de l’histoire de Trieste : Le Dévouement de Trieste à l’Autriche en 1382 et La Proclamation du Port Franc en 1719. 
Dans la salle d'angle, seule la belle bibliothèque entièrement recouverte d’étagères en bois finement sculptées est parfaitement conservée, avec les portraits de lettrés et de philosophes placés au sommet, où sont logés des volumes de grande valeur et des souvenirs de voyage, notamment du long voyage de Revoltella en Égypte en 1861. Un rayonnage cache une porte dérobée, d'où on accédait, à l’origine, à la salle de bains. 
Du côté opposé de la pièce centrale, est présenté un noyau d’œuvres du plus grand portraitiste de la Trieste néoclassique, Giuseppe Tominz (1790-1866), représentatives de sa vaste production de portraits individuels et de groupe, très admirés et recherchés par la riche bourgeoisie de la ville. La section se termine par une salle consacrée aux vues de Venise d'Angelo Inganni, Ippolito Caffi, Giuseppe Bernardino Bison, et de Milan du début du XIXe siècle de Carlo Canella et Giuseppe Migliara.

### Premier étage
Le vestibule du premier étage, où se situaient les appartements privés du baron, se caractérise par un sol exécuté avec la technique de la scagliola et par quatre colonnes en marbre vert de Polcevera. Le deuxième groupe allégorique de Pietro Magni, le Percement de l’isthme de Suez, est placé sur un haut socle sombre : une gracieuse figure féminine, représentant l’Europe, tient unis, en serrant leurs mains, la mer Méditerranée et la mer Rouge, les deux figures masculines assises à ses côtés, tandis qu’au centre, Mercure observe bienveillant l’événement et indique la nouvelle voie à la navigation. Un peu caché, le génie de la célébrité écrit les noms de ceux qui ont participé à la grande entreprise. L’éclairage en hauteur donne un aspect particulier aux sculptures.
À droite de l’escalier, la salle à manger privée conserve le revêtement original en papier couleur bois. La chambre du propriétaire conserve le lit en laiton d’origine et des meubles assez simples en érable américain. Dans le salon d’angle, une fenêtre est équipée d’un système de lentilles à travers lequel il est possible de voir, sans être vu, la place en contrebas. Plusieurs paysages du Moyen-Orient de Bernhard Fiedler et d'Ippolito Caffi sont accrochés aux murs, à l'époque très répandus.
Le grand « salon vert » est meublé de somptueux meubles dorés, enrichis d’étagères en albâtre égyptien. La salle, entièrement revêtue de faux marbre - comme les murs de l’escalier - conserve le Portrait de Pasquale Revoltella exécuté en 1862 par Tito Agujari et le Portrait du baron Carlo Ludovico de Bruck de Giuseppe Tominz. Sur les côtés de l’entrée, deux miroirs convexes sont suspendus qui créent un effet singulier de déformation des images et de prolongement de l’espace. 
Des portraits de femmes vénitiennes de Natale Schiavoni (1777-1858) sont accrochés dans la « salle rouge » attenante. En enfilade immédiate, le « bureau » de Pasquale Revoltella est dominé par le grand bureau en acajou avec son fauteuil en cuir et la table pour écrire debout ; les peintures reproduisent des lieux très significatifs de la vie de Revoltella : Le Canal de Suez d’Alberto Rieger (1864) et la Villa de Cacciatore d’Eugenio Pizzolato (1858), représentant sa résidence d’été. Le portrait réalisé par G. Tominz d’Alessandro Goracuchi, médecin triestin bien connu et homme de culture du XIXe siècle, qui a guéri la longue maladie du baron dans ses dernières années de vie, est accroché près de la cheminée.
Les tapisseries et les tentures de toutes les pièces, récemment restaurées, reproduisent les couleurs originales à partir de la description fournie dans les inventaires compilés à la mort de Revoltella. Tant au premier qu’au deuxième étage, de nombreuses salles conservent de beaux sols en bois marquetés, des plafonds peints ou à caissons, des revêtements en faux marbre, du papier ou du tissu, des meubles et des meubles originaux.
La dernière salle abrite deux peintures historiques, Le Couronnement de Gioas de Francesco Hayez (1839) et Alcibiade entre les éthers de Cosroe Dusi (1835), et une table avec quatre chaises en marqueterie finement sculptées, exécutées pour Revoltella par un moine des frères mineurs capucins de Trieste en signe de gratitude pour l’aide financière apportée à leur nouvelle église.

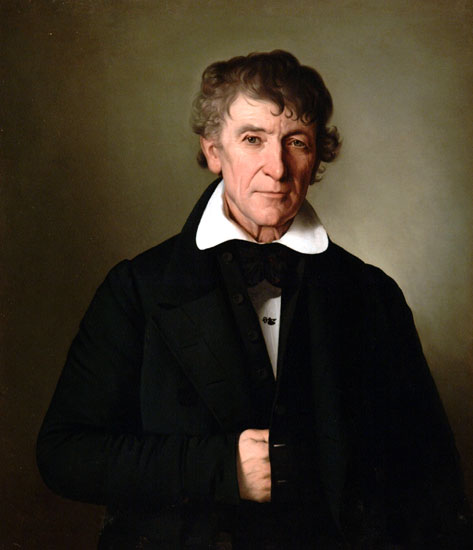
Giuseppe Tominz : Le Vieil Homme 1840.
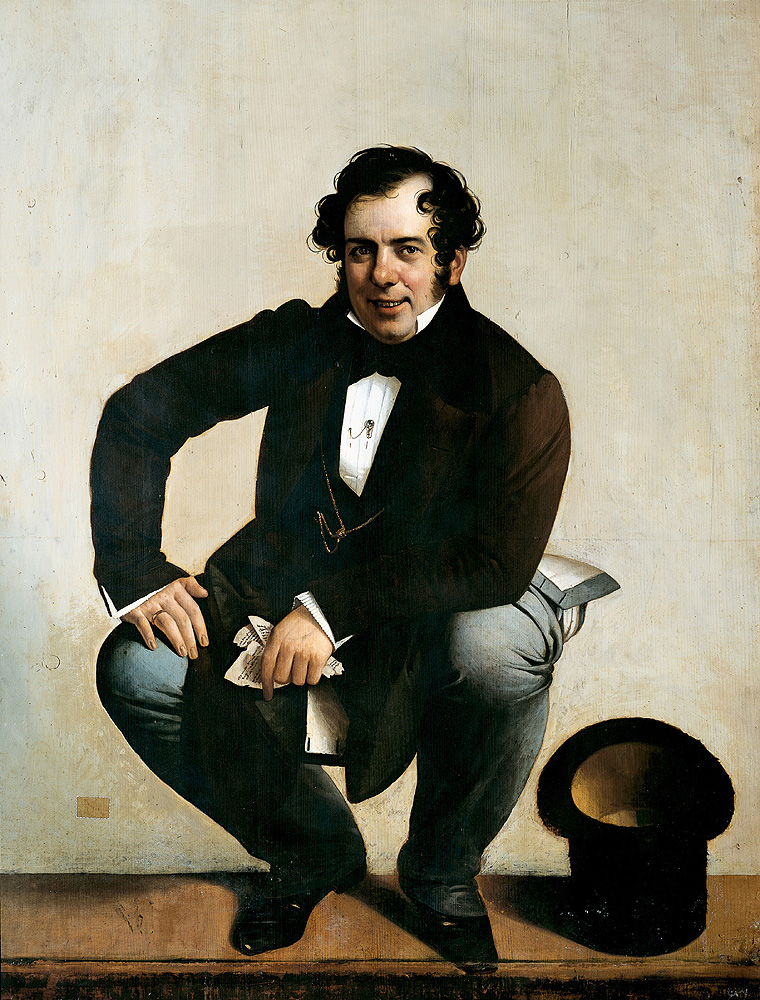
Giuseppe Tominz : Autoportrait 1825.
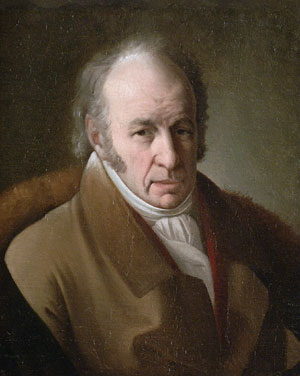
Giuseppe Tominz : Giuseppe Bernardino Bison, 1830.
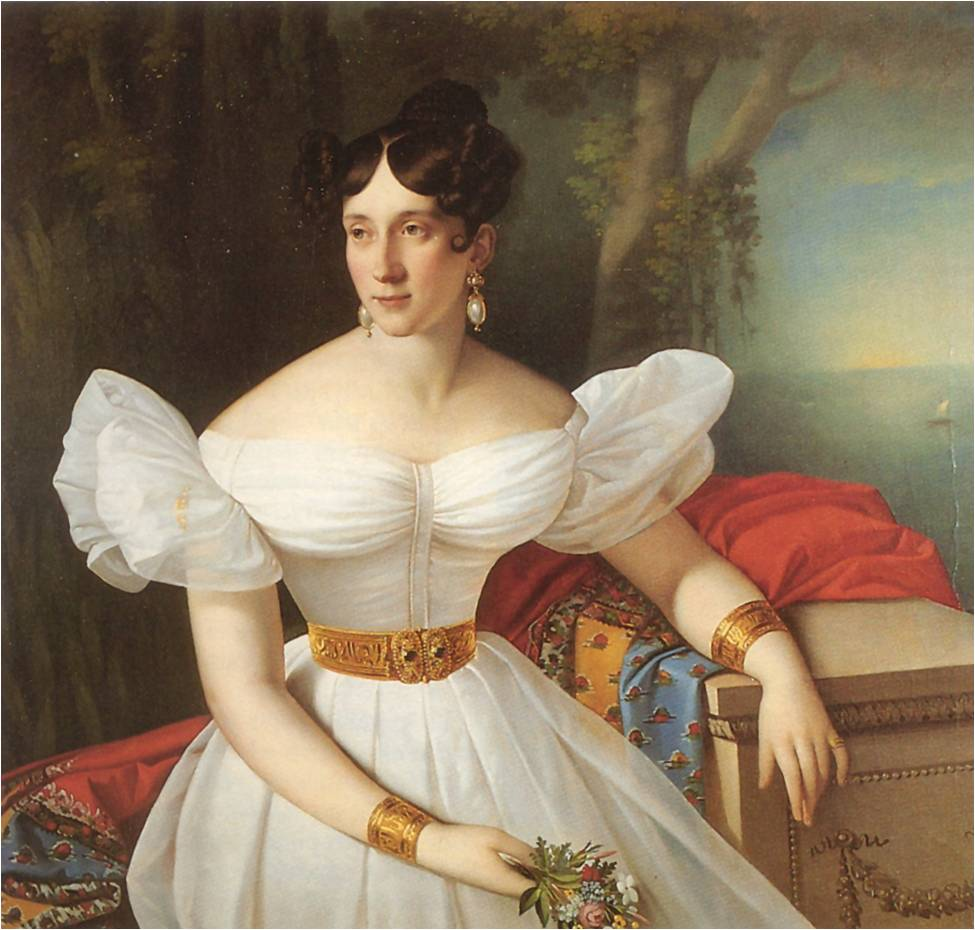
Giuseppe Tominz : Giuseppina Holzknecht 1832.
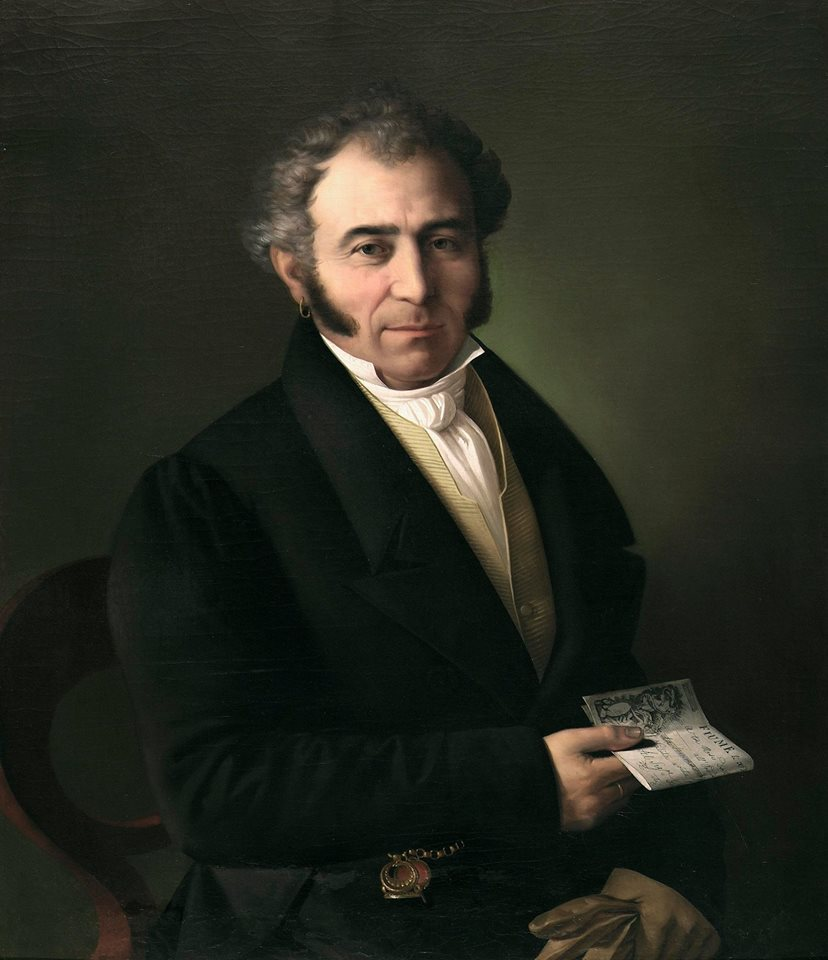
Giuseppe Tominz : Filippo Amodeo 1832.
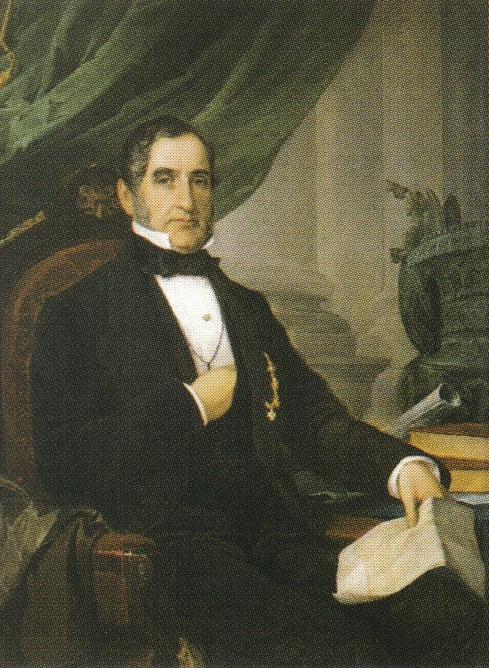
Tito Agujari (it) : Portrait de Pasquale Revoltella.

### Deuxième étage
Le deuxième étage, meublé avec encore plus de soin et une véritable profusion de décorations, était réservé aux réceptions somptueuses offertes par Revoltella.
Le vestibule, ouvert sur l’étage inférieur, est éclairé par un puits de lumière. Il se caractérise par quatre grandes statues en marbre représentant les saisons. Le long de la paroi incurvée de l’escalier hélicoïdal, les sculptures de Luigi Ferrari alternent avec les armoiries en bronze de Pietro Magni.
La première salle à droite était destinée aux dîners de gala. Occupé par une grande table de trente-six places, elle est recouverte de stuc blanc avec des finitions dorées, qui dans la partie supérieure forment un motif décoratif sur le thème de la chasse. La cheminée en marbre est ornée de statuettes et surmontée d’un grand miroir dans lequel se reflète la lumière de trois grands lustres en cristal avec des bras à motifs floraux.
Le « salon bleu » est dominé par le Portrait de l’archiduc Maximilien peint en 1868 par Augusto Tominz, un an après son exécution au Mexique, et meublé avec des meubles raffinés en bois sombre enrichis de marqueterie métallique. À un coin de la pièce, un beau poêle en faïence blanche rappelle un intérieur autrichien et ajoute une note différente au ton général de la maison qui semble s’inspirer davantage du style français.
La petite salle située à l’angle du bâtiment conserve les tapisseries rouges originales et propose un second système permettant d’observer l’extérieur du palais.
Au centre, la salle de bal est recouverte de faux marbre vert et rouge et éclairée par un deuxième puits de lumière avec des portes-fenêtres qui s’ouvrent sur la loggia de la façade. Le plafond est orné d’un cycle pictural composé de dix-sept toiles de différentes formes géométriques sur le thème des Arts et métiers, exécuté en 1859 par Augusto Tominz (1818-1883), peintre d’histoire, fils du portraitiste Giuseppe. En 1872, il devint le premier conservateur du musée. Sur les murs ont été placées les seules œuvres antérieures au XIXe siècle de la collection Revoltella : deux paysages attribués au hollandais Abraham Hondius et Paysage aux blanchisseuses, la plus ancienne des collections du musée Revoltella, datant de la première décennie du XVIIe siècle, attribuée à Marco et Sebastiano Ricci.
Le « cabinet des miroirs », une autre salle d’angle, conserve quatre statues allégoriques, le Chant, la Danse, la Comédie et l'Harmonie réalisées, comme plusieurs autres œuvres du palais, par Pietro Magni, et insérées dans de profondes niches.
Le « salon jaune », est une pièce meublée pour la conversation, avec des meubles en bois foncé précieux, dont deux grands miroirs, et, dans un coin, le Buste de Pasquale Revoltella (1859) signé par Magni. Dans cette salle a été placé plus récemment, un grand vase en porcelaine de Sèvres offert par le roi Louis XVIII à la famille patricienne des Burlo, en signe de reconnaissance pour avoir offert une sépulture dans leur tombeau familial à San Giusto, aux dépouilles des princesses Adélaïde de France (1732-1800) et Victoire de France (1733-1799), mortes en exil à Trieste. Dans le cou du vase sont représentés les funérailles tandis que les médaillons contiennent les portraits des deux princesses. Il fut acheté par la Commune en 1875.
La « salle à coupole » a les murs peints en rouge pompéien et une couverture avec des motifs naturalistes. À l’origine, de l'eau jaillissait des niches des fontaines en bronze. Au centre, est présentée l’une des premières œuvres de sculpture entrées dans la collection de Revoltella, Fedeltà (1846), groupe allégorique du Hongrois Giovanni Simkovits.

## Galerie d'art moderne

### Troisième étage
Le parcours de la Galerie d’art moderne commence au niveau du troisième étage du palais Brunner, accessible depuis la dernière salle du deuxième étage du palais Revoltella. L’itinéraire moderne commence dans la salle consacrée à l’un des protagonistes de l’art de Trieste, Eugenio Scomparini, maître incontesté de la génération d’artistes de la ville nés dans la seconde moitié du XIXe siècle, avec des portraits de femmes et des croquis pour des décorations d’intérieur, dont il est l’auteur magistral à Trieste, dans le sillage de l’école vénitienne du XVIIIe siècle.
En continuant vers les pièces qui donnent sur l’atrium d’entrée, la sélection de sculptures du XXe siècle est représentative de la riche collection de sculptures du musée qui compte environ quatre cents pièces.
Dans les pièces latérales, sont exposées dans la reconstruction simulée de l’atelier d’un sculpteur, presque toutes les œuvres de Ruggero Rovan qui, après sa mort en 1965, furent déposées au musée Revoltella, avec ses archives. L’exposition permet de reconstituer toute l’activité de l’artiste, depuis les premiers travaux réalisés à la fin du XIXe siècle jusqu’aux derniers terminés après la Seconde Guerre mondiale. Une sélection de dessins préparatoires et de documents provenant de ses archives sont également exposés.
Une section est consacrée à la nature morte entre les XIXe et XXe siècles, avec une sélection de peintures d’artistes de Trieste connus et spécialisés dans ce genre pictural comme Francesco Malacrea et son élève Enrico Hohenberger, mais aussi d’artistes intéressants et moins connus comme Angelo Martinetti, en plus des natures mortes d’artistes de Trieste du XXe siècle comme Bruno Croatto, Piero Marussig, Edgardo Sambo, et quelques œuvres des illustres artistes du XXe siècle italien, Felice Casorati et Filippo De Pisis. Le parcours de cette salle se termine par l’une des peintures les plus importantes de la collection du XIXe siècle, La Prière de Mahomet de Domenico Morelli (1887), que le musée a commandé directement à l’artiste napolitain.

### Quatrième étage
La sculpture en marbre de Domenico Trentacoste, La Derelitta (1893), achetée à la première Biennale de Venise, se trouve au sommet de l’escalier menant au quatrième étage.

#### Galerie mineure, les écoles régionales
À cet étage sont exposées des œuvres d’artistes liés aux plus importantes écoles régionales italiennes sur une période entre le milieu et la fin du XIXe siècle, dont beaucoup ont été achetées au cours de la première phase de la vie du musée, fondé en 1872, tandis que d’autres ont été obtenues à la suite de dons de collections privées.

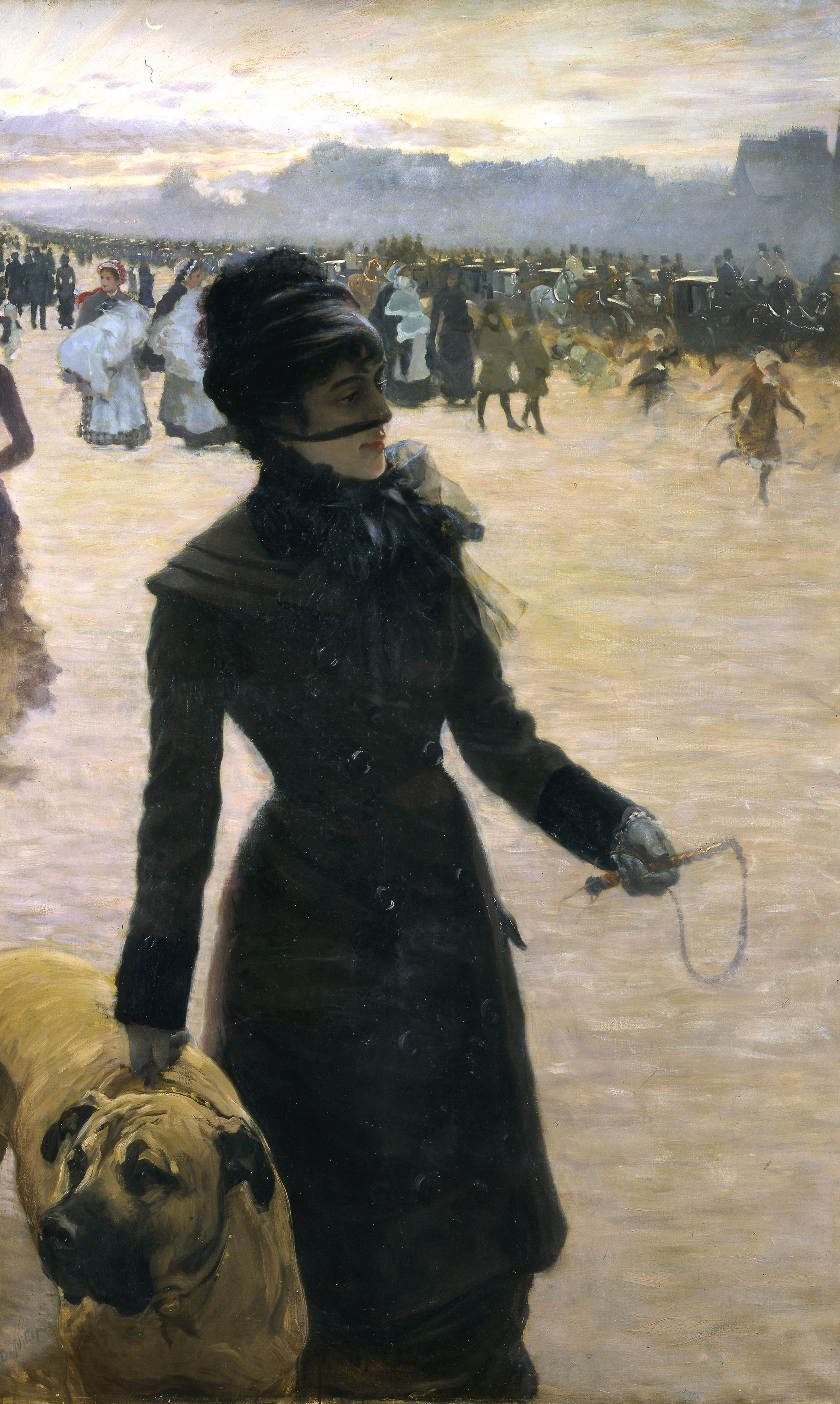
Giuseppe De Nittis, La Dame au chien.

De nombreux auteurs importants du XIXe siècle italien trouvent place dans la première salle. Parmi les artistes représentatifs de l’école méridionale dont Achille Vertunni, Aurelio Tiratelli, Giuseppe Palizzi et Bernardo Celentano, la peinture de Giuseppe De Nittis, La Dame au chien ou Retour des courses (1878), est l’œuvre la plus importante et la plus connue des collections du XIXe siècle, qui représente bien le monde parisien fréquenté par l’artiste des Pouilles. La production lombarde est particulièrement bien représentée, en particulier celle des frères Gerolamo et Domenico Induno, tous deux montrant des faits historiques à leurs contemporains, comme La Sentinelle, ovale daté de 1849, Garibaldi blessé à Aspromonte, qui raconte les événements d’août 1862, et Le Retour du marin provenant de l’héritage de Nelly Bois de Chesne. La Malinconia de Domenico Induno, apprécié pour sa peinture de genre, renvoie aux événements de 1848 vécus du côté des plus faibles. La section sur l’histoire du Risorgimento se conclut par une œuvre de Giovanni Fattori, Le Bivouac, dans lequel prévaut l’aspect humain plus que l’aspect héroïque de la vie militaire des troupes françaises installées dans les Cascine en 1859.
Entre 1880 et 1914, un grand groupe d’artistes se caractérisent par des personnalités différentes mais influencées par la même école, l’Académie des beaux-arts de Munich, qui est un point de référence important pour tous, à commencer par Umberto Veruda, Isidoro Grünhut et Carlo Wostry, les trois jeunes peintres dont sont exposés des tableaux dans la salle attenante à la section des peintres du Risorgimento, symétrique à celle des écoles régionales. De nombreuses œuvres d’Umberto Veruda, ami fraternel de l’écrivain Italo Svevo et unique héritier des peintures de son ami après sa mort prématurée, y sont conservées, principalement des portraits représentant des amis peintres triestins (Pietro Fragiacomo, Giovanni Zangrando, Giuseppe Barison, Arturo Fittke, Guido Grimani, Hugo Mayer) comme lui et fréquentant le Cercle Artistique local, à côté de peintures de grande intensité d’Isidoro Grünhut, ainsi du Portrait de Giuseppe Garzolini de Carlo Wostry, artiste prestigieux de l’Histoire du Cercle artistique de Trieste (1934), polyédrique et de grande originalité.

#### Galerie majeure, salles internationales

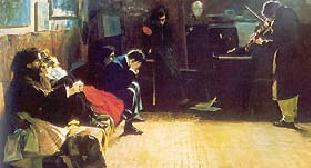
Lionello Balestrieri, Beethoven.

Les œuvres les plus précieuses achetées par le musée entre le milieu des années 1880 et la Première Guerre mondiale sont exposées dans les grandes salles du quatrième étage. Il s’agit principalement de peintures grand format provenant presque toutes des grandes expositions internationales de Venise, Rome, Munich et Vienne. Le choix des curateurs se porte toujours, au moins pendant une longue période, sur la peinture réaliste, où les thèmes sociaux et l’interprétation du paysage apparaissent à parts égales. Les œuvres de Cesare Laurenti (Frons animi interpres, 1886), l'Ave Maria de Luigi Nono (1892), La Campana della sera de Pietro Fragiacomo (1893) et le groupe en plâtre Belisario (1887) d'Urbano Nono appartiennent au réalisme vénitien.
Entre les années 1880 et la fin du siècle, le musée s’enrichit également de quelques grands paysages, allant du contre-jour suggestif de Giorgio Belloni (Torna il sereno, 1887) et d’Angelo Dall’Oca Bianca (Prima luce, 1887) au Coucher du soleil sur le lac de Garde (1887) de Bartolomeo Bezzi aux sombres Montagnes du Val Camonica d’Arnaldo Soldini (1899). Venise est présente avec une interprétation raffinée de Guglielmo Ciardi, Mattino alla Giudecca (1892). Parmi les peintures exposées dans la première salle se trouve également la première œuvre d’un artiste étranger, Après la première communion de l’artiste norvégien Frithyiof Smith..
En ce qui concerne la sculpture, le délicat portrait féminin intitulé Rêve de printemps (1899) de Pietro Canonica, déjà riche en accents symbolistes et les deux imposants plâtres de 1905 de Leonardo Bistolfi, La Croix et Les Funérailles de la Vierge, proviennent de la troisième édition de la Biennale de Venise. Si le grand tableau de Lionello Balestrieri intitulé Beethoven (1900), inspiré de la vie bohème des artistes parisiens, est encore un aperçu de la vie quotidienne, ces salles abritent pareillement une série très variée d’œuvres de la première décennie du XXe siècle à travers lesquelles il est facile de percevoir le passage du réalisme au symbolisme.
L'exposition est complété par des œuvres d’auteurs italiens et étrangers (Pierre De Maria, Alfred Delaunois, Hans von Bartels, Heinrich von Zügel) provenant toujours des Biennales du début du siècle et à leur tour représentatives de la coexistence, dans l’exposition vénitienne, du réalisme du XIXe siècle et des tendances plus actuelles à la fuite de la réalité.
De nombreuses peintures réalisées dans la première décennie du XXe siècle, parmi lesquelles domine Le jour se réveille la nuit (vers 1905) de Gaetano Previati, peuvent également être rattachées au courant symboliste. Des artistes de différents pays européens sont exposés : d’abord l’Allemand Franz von Stuck, porte-drapeau de la Sécession de Munich et auteur de Scherzo (1909), l’un de ses cinq tableaux présents sur le territoire italien, puis Anders Zorn (Hilma Eriksson, 1909), avec des œuvres présentées à la Biennale de 1909, et les Espagnols Ignacio Zuloaga (Lola la gitana, choisi à l’Exposition de Rome de 1911) et Gonzalo Bilbao (La Esclava, Biennale de 1905). En plus de Gaetano Previati, la peinture italienne de ces années est représentée par Antonio Mancini (Geltrude, 1910), Giacomo Grosso (Princesse Letizia de Savoie Aoste, Biennale de 1905) et Armando Spadini (Al Pincio, 1913).

### Cinquième étage
Des sculptures d’artistes de différentes époques, sensibilités et provenances sont disposées sur l’escalier menant au cinquième étage de la Galerie : Promenade (1933) de l’artiste d'Ancône Quirino Ruggeri, le puissant Baiser (1931) du Triestin Ruggero Rovan et la majestueuse Eva (1939) et La Petite Sirène (1933) de Marcello Mascherini.
Au cinquième étage, le parcours de l’exposition comprend sept sections, qui documentent la production artistique triestine et julienne du début du XXe siècle caractérisée par le phénomène des Sécessions, jusqu’à la Seconde Guerre mondiale.

#### Première section, accents sécessionnistes dans l’art triestin des années 1900-1920
La première section rassemble des peintures, des sculptures et des graphismes fortement influencés par le climat sécessionniste munichois et viennois, connu à travers l'école vénitienne et le climat international des Biennales, mais surtout le fruit de la formation aux académies des Beaux-Arts de Munich et de Vienne.
Le parcours s’ouvre sur une petite sélection de dessins du début du XXe siècle d’Eugenio Scomparini, le premier innovateur de la peinture de Trieste et maître de nombreux artistes de la ville et de la Julienne. Dans le sillage de la tradition décorative vénitienne et d’un chromatisme vif et corsé, il célèbre les thématiques du progrès et exalte la société moderne. La même veine antiacadémique marque la série de portraits féminins et masculins exposés le long du parcours, de peintres comme Glauco Cambon, Adolfo Levier, Vito Timmel, Giovanni Zangrando et de sculpteurs comme Giovanni Mayer et Ruggero Rovan, où la vraisemblance des visages et le réalisme des détails se superposent à l’interprétation psychologique du sujet. Ces artistes étaient attentifs à ce qui était exposé aux Biennales vénitiennes du début du siècle et conditionnés par la formation artistique expérimentée dans les grandes capitales au-delà des Alpes, au tournant du XIXe siècle.
Dans cette première section, en plus des artistes mentionnés ci-dessus, sont conservés des portraits d’Arturo Rietti, peintre de Trieste qui a longtemps été actif à Milan. Les œuvres présentées, qui comprennent également les portraits de deux maîtres escrimeurs de renom, s'inspirent du portrait ombrien et de l’introspection munichoise, auxquels s'ajoutent également la suggestion de la Scapigliatura lombarde, ce qui rend ces pastels encore plus délicats et impalpables.
Des paysages - humeurs, respectivement de Piero Lucano et Guido Marussig, suggestifs et intemporels, et la Marina de Guido Grimani, imposant dans son contraste clair, s'intègrent eux aussi à l’atmosphère moderniste et symboliste du début du XXe siècle, caractérisée par l’élévation de l’horizon et la tendance au décoratif insistant du premier plan. 
Les vues et les autoportraits de deux artistes importants du panorama local et julien, Antonio Camaur et Piero Marussig, avec une peinture aux tons clairs et colorés, pleine d’ombres et vibrante d’inquiétude, sont une variante originale de cette collection. Camaur, peintre et sculpteur de Cormons (Gorizia), qui étudie plusieurs années à Vienne, fait la connaissance de Marussig à Trieste lorsqu’il enseigne à la Scuola per Capi d’arte, et développe un langage artistique presque analogue à son ami, comme en témoigne le beau paysage (Forum boarium de Cormons), très proche de la peinture contemporaine de son ami triestin Marussig, rentré de Paris, auquel est dédié l’intense Portrait en plâtre (1908-1910).
À Trieste comme dans le langage international, l’attention au social d’un point de vue artistique reprend également, sous différentes formes, la thématique du travail, dont témoigne le grand tableau d’Oscar Hermann-Lamb, œuvre importante par la technique divisionniste employée et pour sa configuration luministe suggestive, ainsi que des sculptures du Cormonese Alfonso Canciani et du Triestin Vittorio Güttner, dédiées aux figures des fondeurs et des carriers. Les travailleurs sont représentés dans leurs labeurs quotidiens (Henry Lamb et Waldemar Güttner) ou immortalisés au repos, en tant que divinités de la société moderne.
La Scuola per Capi d’arte du XIXe siècle, aujourd’hui devenue Institut Technique « A. Volta », a formé une grande partie des artistes de Trieste, ainsi que quelques artistes régionaux. Une sélection de dessins de Napoleone Cozzi (it), artiste multiforme et alpiniste originaire de Travesio, présente un exemple de ce qui pouvait être appris dans la section de l’ornement et de la décoration de cette célèbre école artistique. Juste à côté se trouve une série de documents et une sélection de dessins et d’études du sculpteur et décorateur ornemental Romeo Ratman, artiste triestin qui vécut et travailla à Londres après une période de formation à Rome. La vocation décorative et l’expérimentation d’un langage innovant trouvent leur expression maximale dans les peintures du peintre Vito Timmel, dont sont exposées deux toiles de l’importante série décorative réalisée en 1916 pour le Cine-Ideal (plus tard « Cinema Italia »), présentés pour la première fois au public avec les supports en bois originaux qui en portent le titre.

#### Deuxième section, Gino Parin
La deuxième section est réservée aux graphismes de Gino Parin, une sélection qui comprend une soixantaine de feuilles témoignant des étonnantes capacités de dessin de l’artiste triestin, en documentant son activité de jeunesse à partir du Studio di mano de 1895, première œuvre datée de l’artiste arrivée jusqu’à nous. Sur les murs, outre une série de portraits féminins du peintre d’origine juive, est accroché un autoportrait au crayon de la fin des années 1920.

#### Troisième section, les grands maîtres duXXesiècleitalien
La richesse de cette troisième section est constituée principalement par la présence des noms les plus importants et les plus prestigieux de l’art italien entre les deux guerres, avec des œuvres de très haute qualité, qui documentent la phase du « retour à l’ordre ».
Parmi toutes les œuvres exposées, le Meriggio de Felice Casorati (1923) est le chef-d’œuvre des collections du début du XXe siècle du musée Revoltella et est considéré comme l'un des chefs-d’œuvre de toute la production artistique de Casorati, l’un des peintres les plus affirmés de l’art italien. Dans la même salle, d’autres œuvres ont été réalisées par les plus prestigieux maîtres du XXe siècle italien : le Pasteur de Mario Sironi et la Femme à la mer de Carlo Carrà, expressions d’une récupération raffinée de l’ancien et références incontournables de cette période artistique italienne multiforme, La Finestra de Felice Carena (1930), la Fanciulla (vers 1924) du peintre vénitien Guido Cadorin et les Gladiateurs de Giorgio De Chirico (vers 1932). L'œuvre de Chirico est flanquée d’une peinture de son frère Alberto Savinio, intitulée Arianna (nu couché) de 1939. Le Portrait du peintre Achille Funi en bronze (1928) du sculpteur sicilien Francesco Messina termine cette salle.

#### Quatrième section, leXXesièclejulien
La quatrième section, consacrée au XXe siècle julien et située dans la salle d’angle, présente la production artistique locale dans les années 1920 et 1930, caractérisée par la récupération de la tradition artistique italienne et en comparaison avec la production nationale représentée dans la section précédente (salle centrale).
Plusieurs peintres de Trieste, assimilant les tendances nationales lors de leurs séjours d’étude à Florence, à Rome et à Milan, interprètent également la femme comme un emblème d’une beauté gracieuse et d’un physique solide. C’est le cas, par exemple, de la protagoniste de Celeste e rosa, œuvre d’Eligio Finazzer Flori, ou des jeunes filles prospères et mélancoliques de La corona di San Giovanni (1930) de Dyalma Stultus, artiste qui sonde la peinture des XVe et XVIe siècles. La belle Amazone (1932) d’Oscar Hermann Lamb, qui après avoir étudié à Munich et à Rome, s’installe à Vienne en 1903, date de la même époque. Lamb fréquente à Trieste, puis à Vienne, le sculpteur Alfonso Canciani, né à Cormons, qui a réalisé le Portrait du peintre Levier de 1923 exposé ici.
Deux œuvres de Carlo Sbisa, qui dans les années 1920 étudie à l’académie des beaux-arts de Florence, sont également conservées dans cette section : la monumentale Vénus à l’échelle de 1928 et la délicate et rêveuse Dessinatrice de 1930.
Le Portrait de jeune fille d’Edmondo Passauro  représente la célèbre photographe triestine Marion Wulz. Dans cette section où prévaut le sujet féminin, sont aussi conservés le délicat Portrait de jeune fille (1932) de Piero Marussig, l’intense Autoportrait de Mario Lannes et le tableau Les Trois Modèles (1929) de Edgardo Sambo, artiste et conservateur du musée Revoltella entre 1929 et 1956.

#### Cinquième section
Des œuvres d’Arturo Nathan, Carlo Sbisa, Leonor Fini et Giorgio Carmelich, protagonistes incontournables du XXe siècle triestin, sont présentées dans la cinquième section qui, tout en ayant des styles différents, ont partagé des moments et des situations qui les ont impliqués et, à certains égards, influencés les uns les autres.
À côté des deux vues poignantes et métaphysiques d’Arturo Nathan, Le Rocher enchanté de 1931 et Statue naufragée de 1930, sont accrochées les peintures de son ami Carlo Sbisà, Il palombaro (1931) et la Vénus des coquillages, qui représentent la mer avec une drammaticità chromatique et lumineuse. Le langage figuratif de Sbisa, et en particulier de Nathan, se ressent dans la production artistique de Leonor Fini, artiste à la personnalité débordante et imaginative, avec l’inédit Giovanetto déguisé en pauvre figurant l’ami poète André Pieyre de Mandiargues, lié au groupe surréaliste d’André Breton. Giorgio Carmelich, décédé prématurément à vingt-deux ans, est représenté par un ensemble graphique important et significatif, ainsi que par l’unique tableau parvenu jusqu’à nous intitulé Bottiglie, interprétation originale du mouvement cubiste.

#### Sixième section, Vittorio Bolaffio
La sixième section est entièrement consacrée au peintre de Gorizia Vittorio Bolaffio, artiste appartenant au cercle intellectuel qui se réunissait à Trieste autour du café Garibaldi et qui s'exprimait sous les formes littéraire, figurative, et plus largement, artistique et culturelle. Il fut un grand ami du poète Umberto Saba qui lui dédia des vers d’une grande beauté. Quelques-unes des peintures les plus représentatives de cet artiste original sont présentées, parmi lesquelles Le Triptyque du port (1931), donné au musée Revoltella par l’artiste peu avant sa mort.
La Scène du port se concentre également sur le même thème du port, très cher au peintre, œuvre ayant appartenu à Saba, ainsi que la série de trente dessins provenant de l’héritage d’Antonio Morassi, des scènes populaires représentant principalement des travailleurs du port et des bateaux, qui constituent probablement des études préparatoires pour des peintures.

#### Septième session, la Sécession romaine
La septième et dernière section est consacrée à l’Association romaine « Sécession », constituée en 1912, après s’être détachée de l'Associazione Amatori e Cultori. Des peintures et sculptures des collections du musée Revoltella y sont rassemblées, qui documentent l’œuvre de quelques artistes qui y participèrent. Les œuvres présentées, acquises par le musée au cours d’années et d’occasions différentes, appartiennent à des phases de la production artistique de chacun, sans être étroitement liées au phénomène sécessionniste, à l’exception de l’imposante peinture Macchie di sole (Bambola) du Triestin Edgardo Sambo Cappelletti (1912), la vue du Pincio du toscan Armando Spadini (1913-1915) et Madonna du peintre turinois Felice Carena (1911). Les autres peintures et sculptures présentes sont des œuvres d’artistes de Trieste et italiens au cours des décennies suivantes, représentant différents genres artistiques : les paysages anti-naturalistes du Vénitien Teodoro Wolf Ferrari et du Romain Virgilio Guidi, l’interprétation expressionniste de la figure humaine fournie par le Torso d’inverno du Triestin Ceconi de Montececon (1936) et par le Nudo sinuoso du Toscan Lorenzo Viani, le surréalisme lyrique de Un canto (1928) d’Alberto Martini, le plasticisme élégant et délicat de la Camilla du sculpteur triestin Attilio Selva, la luminosité chromatique de l’étonnant divisionnisme de la Primula de Plinio Nomellini et la douceur chromatique et sensuelle des Rythmes de Faenza Giovanni Romagnoli.

### Sixième étage
Dans la dernière salle, qui avec ses vitraux panoramiques sur la ville et sur la mer et l’éclairage d’en haut, constitue l’un des points les plus attractifs du projet de Carlo Scarpa, sont présentées quelques-unes des œuvres les plus représentatives de la section consacrée à la seconde moitié du XXe siècle en Italie.
Presque toutes les pièces exposées ont été achetées à la Biennale de Venise de 1948 à 1968, poursuivant une tradition commencée avec la naissance de l’exposition vénitienne. De cette façon, le musée Revoltella a pu actualiser sa collection en incluant des artistes qui, depuis l’après-guerre, émergeaient sur la scène artistique italienne, à commencer par des sculpteurs comme Giacomo Manzù (L’Enfant au canard, 1946), Marino Marini (Portrait de Carrà, 1947), Alberto Viani (Cariatide, 1952) et Emilio Greco (Portrait, 1952).
Parmi les artistes encore liés à la Figuration libre, sont présents, Giuseppe Zigaina qui s’insère dans le courant du néo-réalisme avec un thème lié à sa terre (Journaliers frioulans, 1952), Renato Guttuso avec un Nu de 1959 et Fausto Pirandello (Matinée, 1952) qui ressent la leçon cubiste, induite par les influences de l’École romaine, tandis que Bruno Saetti (Mère fatiguée, 1952) et Domenico Cantatore (Portrait, 1952) montrent deux autres manières de dépasser le Noucentisme traditionaliste, le premier avec une œuvre caractérisée par des chromatismes très fins et le second en évoquant des rythmes linéaires de matrice modiglianesque. Le groupe des peintres adhérents au « groupe des Huit » abstrait-concret (Afro, Antonio Corpora, Mattia Moreni, Giuseppe Santomaso, Ennio Morlotti, Emilio Vedova, Renato Birolli et Giulio Turcato) présentés à la Biennale de Venise en 1952 par le critique Lionello Venturi est également bien représenté. Parmi ces artistes, le musée Revoltella possède des œuvres de grand intérêt, à l’exception de Birolli et Turcato qui ne figurent pas dans la collection. Les œuvres de Emilio Scanavino (Appeso, 1959), Giuseppe Capogrossi (Superficie 322, 1959) et Alberto Burri (Plastica, 1956) peuvent être rattachées au courant informel, qui coïncide avec le dépassement définitif de l’idée traditionnelle de peinture. Le spatialisme est représenté par Lucio Fontana (Attentes, 1968) et Mario De Luigi (Espace-lumière 28). Les sculptures sont signées Arnaldo Pomodoro, Augusto Pérez, Quinto Ghermandi, ainsi que des frères Dino et Mirko Basaldella.

## Liste des principales œuvres

### Peintures
- Giuseppe Tominz - Portrait de Giuseppe Bernardino Bison, huile sur toile (1830)
- Antonio Rotta - Méditation, huile sur toile (1860 ca. )
- Nicolò Barabino - Portrait d' Archimède, huile sur toile (1860)
- Tito Aguiari - Portrait de Pasquale Revoltella, huile sur toile (1862)
- Alberto Rieger - Palazzo Revoltella, tempera sur papier (1865)
- Antonio Rotta - Vieille Grand-Mère, huile sur toile (1869 ca. )
- Giuseppe De Nittis - La Dame aux chiens (Retour des courses), huile sur toile (1878)
- Gaetano Previati - Le jour réveille la nuit, huile sur toile (1905)
- Felice Casorati - Midi, huile sur panneau (1923)
- Carlo Carrà - Femme au bord de la mer, huile sur toile (1931)
- Mario Sironi - Le Berger, huile sur toile (1932)
- Alice Psacaropulo - Giani Stuparich, huile sur toile (1944)
- Afro - Ricerchei (1952)
- Antonio Corpora - Les Voiliers (1953)
- Emilio Vedova - Cycle de protestation no 3 (1956)
- Giuseppe Capogrossi - Surface 322 (1959)
- Lucio Fontana - Attends (1967)
- Cesare Saccaggi - Prélude (1914)
- Bruno Croatto - Portrait de Rodolfo Fogolin (1932)

### Sculptures
- Pietro Magni - Percement de l'isthme de Suez, marbre (1863)
- Donato Barcaglia - Femme retenant le temps, marbre (1875)
- Domenico Trentacoste - La Derelitta, marbre (1895)
- Arnaldo Pomodoro - Sphère

## Conservateurs du musée
- Augusto Tominz (1872–1883)
- Alfredo Tominz (1883–1926)
- Piero Sticotti (1927–1929)
- Edgardo Sambo (1929–1956)
- Giulio Montenero (1960–1989)
- Maria Masau Dan (1992)